# アイ・アパエック

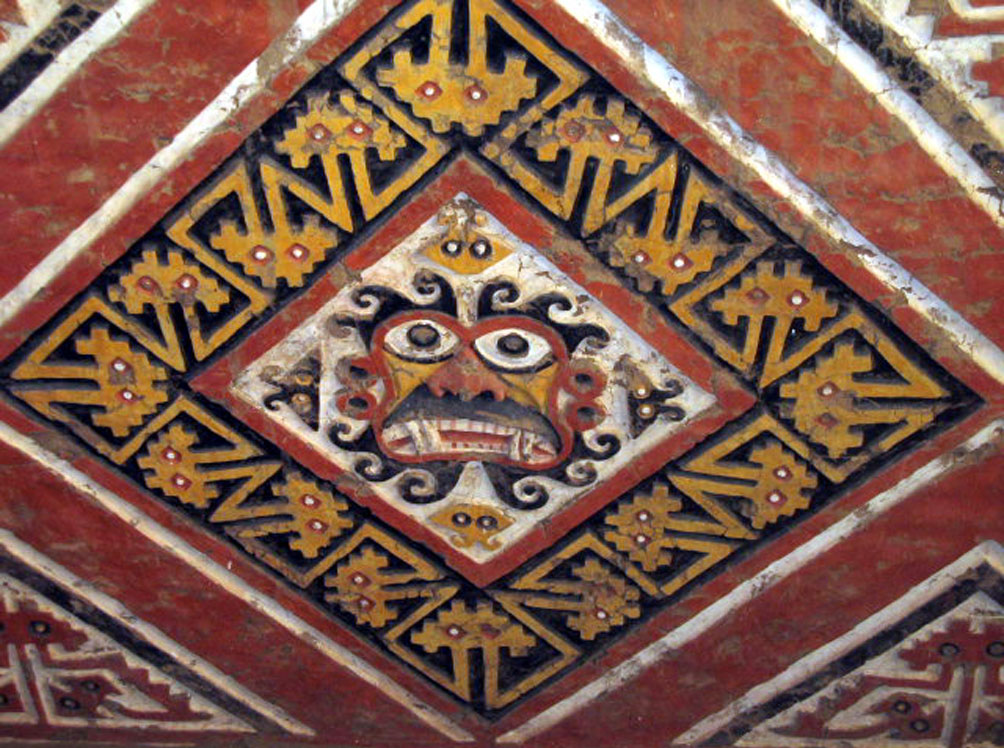
月のワカの壁画に描かれたアイ・アパエック

アイ・アパエック（ムチック語でAiapæc [a.ja.pøk] または [aiapøk]）は、decapitador（デカピタドール＝首を切る者）とも呼ばれ、モチェ文化における主神であり、罰を与える神の一人として最も畏れられ崇められていた。アイ・アパエックは、創造神、モチェの守護神、水と食料と闘いの勝利をもたらす神として崇拝されていた。アイ・アパエックは、ムチック語で「行為者」を意味する。

## 描写
アイ・アパエックの最も有名な描写は、ペルー北部の都市トルヒージョにある月のワカの壁画であり、擬人化され、ネコ科の牙を有する顔として描かれており、周囲には波模様が描かれている。
アイ・アパエックは、その時代、場所、描かれる対象によって様々な方法で表現された。たとえば金属の装飾品においては、アイ・アパエックは、しばしば８本の足を持った蜘蛛の姿で表現され、その擬人化された顔にはジャガーの牙が描かれる。土器の場合、その神格はより擬人化され、手の中に頭が描かれ、その頭からはまるで髪のように蛇が生えている。彫刻では棍棒を携えていることが多い。
人間の生贄の儀式では、首を切られた囚人はその頭をアイ・アパエックに捧げていたと言われている。